# Plebejus cordata
Plebejus cordata är en fjärilsart som beskrevs av Tutt 1909. Plebejus cordata ingår i släktet Plebejus och familjen juvelvingar. Inga underarter finns listade i Catalogue of Life.